# FCWフロリダタッグチーム王座
FCWフロリダタッグチーム王座（英語: FCW Florida Tag Team Championship）は、アメリカ合衆国のプロレス団体であるFCWにおける王座の一つである。

## 歴代王者
|        | レスラー                                                          | 獲得回数 | 獲得日付       | 獲得した場所                     | 備考                               |
| ------ | ----------------------------------------------------------------- | -------- | -------------- | -------------------------------- | ---------------------------------- |
| 初代   | エディ・コロン & エリック・ペレス／プエルトリカン・ナイトメアーズ | 1        | 2008年2月23日  | フロリダ州・ポートリッキー       |                                    |
| 第2代  | ブラッド・アレン & ニック・ネメス                                 | 1        | 2008年3月23日  | フロリダ州・ポートリッキー       |                                    |
| 第3代  | エディ・コロン & エリック・ペレス／プエルトリカン・ナイトメアーズ | 2        | 2008年4月15日  | フロリダ州・ポートリッキー       |                                    |
| 第4代  | ドリュー・マッキンタイア & ステュー・サンダース／エンパイア       | 1        | 2008年5月6日   | フロリダ州・ポートリッキー       |                                    |
| 第5代  | エディ・コロン & エリック・ペレス／プエルトリカン・ナイトメアーズ | 3        | 2008年7月17日  | フロリダ州・タンパ               |                                    |
| 第6代  | ギャビン・スピアーズ & ニック・ネメス                             | 1        | 2008年8月16日  | フロリダ州・ニューポートリッキー |                                    |
| 第7代  | ヒース・ミラー & ジョー・ヘニング                                 | 1        | 2008年9月11日  | フロリダ州・タンパ               |                                    |
| 第8代  | DH・スミス & TJ・ウィルソン／ニュー・ハート・ファウンデーション   | 1        | 2008年10月30日 | フロリダ州・タンパ               |                                    |
| 第9代  | ジョニー・カーティス & タイラー・レックス                         | 1        | 2008年12月11日 | フロリダ州・タンパ               |                                    |
| 第10代 | ケイレン・クロフト & トレント・バレッタ／デュード・バスターズ     | 1        | 2009年4月30日  | フロリダ州・タンパ               |                                    |
| 第11代 | ジャスティン・エンジェル & クリス・ローガン                       | 1        | 2009年7月23日  | フロリダ州・タンパ               |                                    |
| 第12代 | ボー・ロトンド & デューク・ロトンド／ロトンズ                     | 1        | 2009年7月23日  | フロリダ州・タンパ               |                                    |
| 第13代 | ケイレン・クロフト & トレント・バレッタ／デュード・バスターズ     | 2        | 2009年11月19日 | フロリダ州・タンパ               |                                    |
| 第14代 | ジョー・ヘニング & ブレット・デビアス／フォーチュネイト・サンズ   | 1        | 2010年1月14日  | フロリダ州・タンパ               |                                    |
| 第15代 | ジミー・ウーソ & ジュレス・ウーソ／ウーソズ                       | 1        | 2010年3月13日  | フロリダ州・クリスタルリバー     |                                    |
| 第16代 | エピコ & フニコ／ロス・アヴィアドアース                           | 1        | 2010年6月3日   | フロリダ州・タンパ               |                                    |
| 第17代 | カヴァル & マイケル・マクギリカティ                               | 1        | 2010年7月15日  | フロリダ州・タンパ               |                                    |
| 第18代 | エピコ & フニコ／ロス・アヴィアドアース                           | 2        | 2010年7月16日  | フロリダ州・セブリング           |                                    |
| 第19代 | デリック・ベイトマン & ジョニー・カーティス                       | 1        | 2010年8月12日  | フロリダ州・タンパ               |                                    |
| 第20代 | ウェス・ブリスコ & エグゼビア・ウッズ                             | 1        | 2010年11月4日  | フロリダ州・タンパ               |                                    |
| 第21代 | タイタス・オニール & ダミアン・サンドウ                           | 1        | 2010年12月4日  | フロリダ州・プラントシティ       |                                    |
| 第22代 | リッチー・スティムボート & セス・ロリンズ                         | 1        | 2011年3月25日  | フロリダ州・マイアミ             |                                    |
| 第23代 | カルバン・レインズ & ビッグ・E・ラングストン                      | 1        | 2011年5月12日  | フロリダ州・タンパ               |                                    |
| 第24代 | CJ・パーカー & ドニー・マーロウ                                   | 1        | 2011年7月21日  | フロリダ州・タンパ               |                                    |
| 第25代 | ブラッド・マドックス & ブライリー・ピアース                       | 1        | 2011年11月3日  | フロリダ州・タンパ               |                                    |
| 第26代 | ボー・ロトンド & ハスキー・ハリス／ロトンズ                       | 2        | 2012年2月2日   | フロリダ州・タンパ               |                                    |
| 第27代 | ジェイク・カーター & コリー・グレイブス                           | 1        | 2012年3月15日  | フロリダ州・タンパ               |                                    |
| 第28代 | リーキー & マイク・ダルトン                                       | 1        | 2012年6月15日  | フロリダ州・パラトカ             |                                    |
| 第29代 | CJ・パーカー & ジェイソン・ジョーダン                             | 1        | 2012年7月13日  | フロリダ州・ペンサゴーラ         |                                    |
| 第30代 | ブラッド・マドックス & リック・ビクトル                           | 1        | 2012年7月28日  | フロリダ州・メルボルン           |                                    |
|        | 封印                                                              |          | 2012年8月14日  | フロリダ州・タンパ               | FCWがNXTレスリングに統合されたため |